# Lukas Dhont
Lukas Dhont (Gand, 14 maggio 1991) è un regista e sceneggiatore belga.

## Biografia
Il suo lungometraggio d'esordio, Girl, del 2018, ha vinto la Caméra d'or come miglior opera prima al 72º Festival di Cannes, dove era presente nella sezione Un Certain Regard. Il film, un racconto di formazione ispirato alla storia della ballerina transessuale Nora Monsecour, è stato accolto calorosamente dalla critica, ricevendo inoltre una candidatura ai Golden Globe per il miglior film straniero. È stato tuttavia soggetto ad accuse di strumentalizzazione e sconsideratezza da parte di alcuni attivisti LGBT, dalle quali Dhont si è difeso evidenziando il pieno coinvolgimento della Monsecour nella produzione.
Nel 2022 è tornato a Cannes, stavolta nel concorso principale, vincendo il Grand Prix Speciale della Giuria con Close.

## Filmografia

### Cinema
- Girl (2018)
- Close (2022)

### Cortometraggi
- Corps perdu (2012)
- De lucht in mijn keel (2012)
- Huid van glas (2012)
- L'Infini (2014)

## Riconoscimenti
- Festival di Cannes
  - 2018 – Caméra d'or per Girl
  - 2018 – Queer Palm per Girl
  - 2018 – Premio FIPRESCI (Un Certain Regard) per Girl
  - 2022 – Grand Prix Speciale della Giuria per Close
- Premi César
  - 2019 – Candidatura al miglior film straniero per Girl
- Premi Goya
  - 2019 – Candidatura al miglior film europeo per Girl
- Premi Lumière
  - 2019 – Miglior film francofono per Girl
- Premi Magritte
  - 2019 – Migliore sceneggiatura per Girl
  - 2023 – Migliore sceneggiatura per Close
- European Film Awards
  - 2019 – Miglior rivelazione - Prix Fassbinder per Girl
- Sindacato belga della critica cinematografica
  - 2019 – Premio André Cavens per Girl